# Campaña yugoslava de 1991 en Croacia
La campaña yugoslava de 1991 en Croacia fue una serie de enfrentamientos entre el Ejército Popular Yugoslavo (JNA), la Armada yugoslava y la Fuerza Aérea yugoslava, y la Guardia Nacional Croata (ZNG) y luego el Ejército Croata (HV) durante la Guerra de Independencia de Croacia. El JNA se desplegó originalmente para preservar Yugoslavia, y el plan inicial de la campaña implicaba la ocupación militar de Croacia y la destitución de los dirigentes croatas elegidos en 1990. La intervención del JNA fue la culminación de su participación en la confiscación de armas de la Defensa Territorial de Croacia, y en la revuelta serbio croata que había comenzado en agosto de 1990. Desde entonces, el JNA se había desplegado con frecuencia para formar una zona de amortiguación entre los insurgentes y el ZNG o la policía croata. En efecto, estas zonas de amortiguación del JNA a menudo aseguraban las ganancias territoriales de los insurgentes y daban lugar a una relación cada vez más hostil entre el JNA y Croacia. El plan de campaña del JNA fue modificado poco antes de la campaña para incluir el relevo de los cuarteles del JNA asediados por el ZNG. El asedio y la posterior captura de varias instalaciones del JNA permitieron a Croacia armar a sus militares, hasta entonces mal equipados, y equipar a nuevos reclutas.
La campaña comenzó efectivamente el 20 de septiembre de 1991, aunque ya se habían emprendido acciones ofensivas relativamente menores. A finales de mes, sufrió serios retrasos y a principios de octubre, los objetivos originales de la campaña se redujeron a medida que el presidente serbio Slobodan Milošević y sus aliados obtuvieron un mayor control del JNA. Posteriormente, los objetivos de la campaña se redefinieron para negar al Gobierno croata el acceso a las partes de Croacia que contenían poblaciones serbias importantes y para proteger a los serbios croatas. La campaña culminó a finales de noviembre y principios de diciembre con la batalla de Vukovar y el asedio de Dubrovnik. Un limitado contraataque croata y el desarrollo del HV condujeron a un estancamiento en el campo de batalla.
La situación estratégica permitió el desarrollo del plan Vance, un alto el fuego supervisado por las fuerzas de paz de las Naciones Unidas y destinado a crear las condiciones para la solución política del conflicto en Croacia. El Acuerdo de Sarajevo, relativo a la aplicación del alto el fuego, se firmó el 2 de enero de 1992, poniendo fin a la campaña. No obstante, el JNA tardó varios meses más en retirarse de Croacia al ser sustituido por las fuerzas de paz de la ONU. Sólo en 1991, el conflicto causó más de 7.000 muertos y el desplazamiento interno de entre 400.000 y 600.000 personas. Más de 1.700 personas siguen desaparecidas como consecuencia de la campaña.

## Antecedentes
En 1990, tras la derrota electoral del gobierno de la República Socialista de Croacia, aumentaron las tensiones étnicas. El Ejército Popular Yugoslavo (Jugoslovenska Narodna Armija - JNA) confiscó las armas de la Defensa Territorial de Croacia (Teritorijalna obrana - TO) para minimizar la posible resistencia. El 17 de agosto, las tensiones se convirtieron en una revuelta abierta de los serbios croatas, centrada en las zonas del interior de Dalmacia, predominantemente serbias, en torno a Knin, partes de las regiones de Lika, Kordun y Banovina, y el este de Croacia. En enero de 1991, Serbia, apoyada por Montenegro y las provincias serbias de Vojvodina y Kosovo, realizó dos intentos infructuosos de obtener la aprobación de la Presidencia yugoslava para desplegar el JNA con el fin de desarmar a las fuerzas de seguridad croatas. Tras una escaramuza incruenta entre insurgentes serbios y la policía especial croata en marzo, el JNA, apoyado por Serbia y sus aliados, pidió a la Presidencia federal que le concediera poderes de guerra y declarara el estado de emergencia. La petición fue denegada el 15 de marzo, y en el verano de 1991, el JNA pasó a estar bajo el control del presidente serbio Slobodan Milošević, mientras la federación yugoslava empezaba a desmoronarse.
Milošević se convirtió en comandante de facto del JNA una vez que se aseguró el control de la presidencia federal y a través de su influencia sobre el ministro de defensa federal, el general Veljko Kadijević, y el jefe de gabinete del JNA, Blagoje Adžić. Milošević, que prefería una campaña dirigida a la expansión de Serbia en lugar de a la preservación de Yugoslavia, amenazó públicamente con sustituir al JNA por un ejército serbio y declaró que ya no reconocía la autoridad de la presidencia federal. Esta amenaza hizo que el JNA abandonara gradualmente los planes de preservación de Yugoslavia en favor de la expansión de Serbia. A finales de mes, el conflicto se había agravado y se produjeron las primeras víctimas mortales. El JNA intervino entonces para apoyar a los insurgentes y evitar la intervención de la policía croata. A principios de abril, los líderes de la revuelta serbia en Croacia declararon su intención de integrar la zona bajo su control con Serbia. El Gobierno de Croacia lo consideró un acto de secesión
A principios de 1991, Croacia no tenía un ejército regular. En un esfuerzo por reforzar su defensa, duplicó el número de policías hasta llegar a unos 20.000 efectivos. La parte más eficaz de la fuerza era la policía especial de 3.000 efectivos, desplegada en 12 batallones que adoptaron principios de organización militar. Además, había entre 9.000 y 10.000 policías de reserva organizados a nivel regional; éstos se establecieron en 16 batallones y 10 compañías independientes, pero las unidades carecían de armas. En mayo, en respuesta al deterioro de la situación, el gobierno croata creó la Guardia Nacional Croata (Zbor narodne garde - ZNG), fusionando los batallones especiales de policía en cuatro brigadas de guardias. Las brigadas de la guardia contaban inicialmente con unos 8.000 efectivos, y estaban subordinadas al Ministerio de Defensa, dirigido por el general retirado del JNA Martin Špegelj. La policía regional, que en ese momento contaba con 40.000 efectivos, también fue adscrita al ZNG y reorganizada en 19 brigadas y 14 batallones independientes. Las brigadas de guardias eran las únicas unidades del ZNG que estaban completamente equipadas con armas ligeras, mientras que en todo el ZNG faltaban armas más pesadas y una estructura de mando y control eficaz. En ese momento, los arsenales de armas croatas consistían en 30.000 armas ligeras compradas en el extranjero, además de las 15.000 que poseía anteriormente la policía. Se creó una nueva policía especial de 10.000 efectivos para sustituir al personal transferido a las brigadas de guardias de la ZNG.
La visión croata del papel del JNA en la revuelta serbia evolucionó gradualmente entre enero y septiembre de 1991. El plan inicial del presidente croata Franjo Tuđman era conseguir el apoyo de la Comunidad Europea (CE) y de Estados Unidos para Croacia, y desestimó el consejo de confiscar los cuarteles y almacenes del JNA en el país. La postura de Tuđman estaba motivada por su creencia de que Croacia no podía ganar una guerra contra el JNA. El ZNG se limitaba a un papel defensivo aunque las acciones del JNA parecían estar coordinadas con las fuerzas serbias croatas. Esta impresión se vio reforzada por las zonas tampón que el JNA estableció tras los conflictos armados entre la milicia serbocroata y el ZNG: el JNA intervino después de que el ZNG perdiera terreno, dejando a los serbocroatas el control del territorio. Además, el JNA proporcionó algunas armas a los serbios croatas, aunque el grueso del armamento procedía de las existencias de la OT y del Ministerio del Interior de Serbia. Tras el inicio de la intervención del JNA en Eslovenia a finales de junio, los reclutas comenzaron a desertar del JNA y muy pocos fueron reclutados para sustituirlos, excepto en Serbia.

## Preludio

Mapa que muestra el plan del JNA para su campaña de 1991 en Croacia

El JNA intervino directamente contra Croacia a principios de julio en Baranja, al norte de la ciudad de Osijek. El 1 de agosto, expulsaron a las fuerzas croatas de Erdut, Aljmaš y Dalj, y de Baranja hacia el 22 de agosto. Durante el verano de 1991, el ejército serbio croata se consolidó en el territorio bajo su control. En Banovina, Glina fue capturada por el ZNG el 26 de julio. Ese mismo día se capturaron dos comisarías croatas cerca de Hrvatska Kostajnica, aislando la ciudad. Los ataques, denominados Operación Stinger, fueron llevados a cabo por la 7ª División de Banija, encabezada por la policía especial de Knin, dirigida por Dragan Vasiljković. Tras la captura de la comisaría de Kozibrod, las fuerzas serbias cometieron la primera matanza masiva, con la muerte de diez policías capturados y diecisiete civiles.
El ZNG defendió con éxito Hrvatska Kostajnica hasta mediados de septiembre. En agosto, los serbios croatas que actuaban bajo el control operativo del JNA se enfrentaron al ZNG en los alrededores de Osijek, Vukovar y Vinkovci, en Eslavonia oriental. Los combates en Eslavonia oriental provocaron el bloqueo por parte del ZNG de los cuarteles del JNA en esas ciudades y combates limitados contra las guarniciones de las mismas. En Eslavonia occidental, las milicias serbias croatas intentaron avanzar hacia Daruvar, pero fueron retenidas por el ZNG en la zona de Okučani y al sur de Pakrac antes de que el JNA formara una zona de amortiguación allí. Tras estos combates, se negó a Croacia el uso de las principales rutas de transporte entre Zagreb y Eslavonia. En el norte de Dalmacia, el JNA inició varios enfrentamientos con el ZNG y coordinó sus avances con las fuerzas serbias croatas. Estos ataques culminaron con la captura de Kijevo el 26 de agosto y del puente de Maslenica el 11 de septiembre. La captura del puente cortó el último enlace por carretera que quedaba entre Dalmacia y el resto de Croacia. En el verano de 1991, la actuación del ZNG fue pobre porque carecía de personal y armas, y ejercía un mando y control inadecuados. Las tropas profesionales del ZNG estaban mejor entrenadas que sus oponentes, con la excepción de la policía especial de Knin, creada por el Servicio de Seguridad del Estado serbio.
El 1 de septiembre de 1991, Tuđman aceptó un alto el fuego y una conferencia de paz propuestos por la CE, a pesar de su ultimátum exigiendo que el JNA regresara a sus cuarteles antes del 31 de agosto. Después de que la Presidencia yugoslava también lo aceptara, la conferencia comenzó el 7 de septiembre. Cuatro días después, el miembro croata y presidente de la presidencia federal, Stjepan Mesić, ordenó al JNA que regresara a sus cuarteles en un plazo de 48 horas. La medida estaba motivada por la impresión de Tuđman de que la conferencia habría continuado sin descanso mientras el ZNG perdía terreno. La orden fue discutida por otros miembros de la presidencia, pero dio a Croacia una justificación para enfrentarse abiertamente al JNA. El 14 de septiembre, el ZNG y la policía croata bloquearon y cortaron los servicios de todas las instalaciones del JNA a las que tenía acceso, dando comienzo a la Batalla de los Cuarteles. El ZNG bloqueó 33 grandes guarniciones del JNA en Croacia, y numerosas instalaciones más pequeñas, incluyendo puestos fronterizos y depósitos de almacenamiento de armas y municiones. El ZNG capturó rápidamente instalaciones y depósitos aislados, así como varios puestos importantes del JNA, y se apoderó de grandes cantidades de armas -incluyendo la captura de reservas enteras del 32º Cuerpo del JNA (Varaždin) y casi todas las armas confiscadas al TO de Croacia. El JNA perdió el control de ocho brigadas -incluyendo una brigada acorazada y dos mecanizadas, y tres regimientos de artillería- mientras que las fuerzas adicionales del Quinto Distrito Militar del JNA y su Distrito Militar-Marítimo permanecieron asediadas. La importancia de la Batalla de los Cuarteles se vio reforzada por la introducción de un embargo de armas de las Naciones Unidas (ONU) el 25 de septiembre. En septiembre, Anton Tus fue nombrado Jefe del Estado Mayor de las Fuerzas Armadas de la República de Croacia.

## Orden de batalla

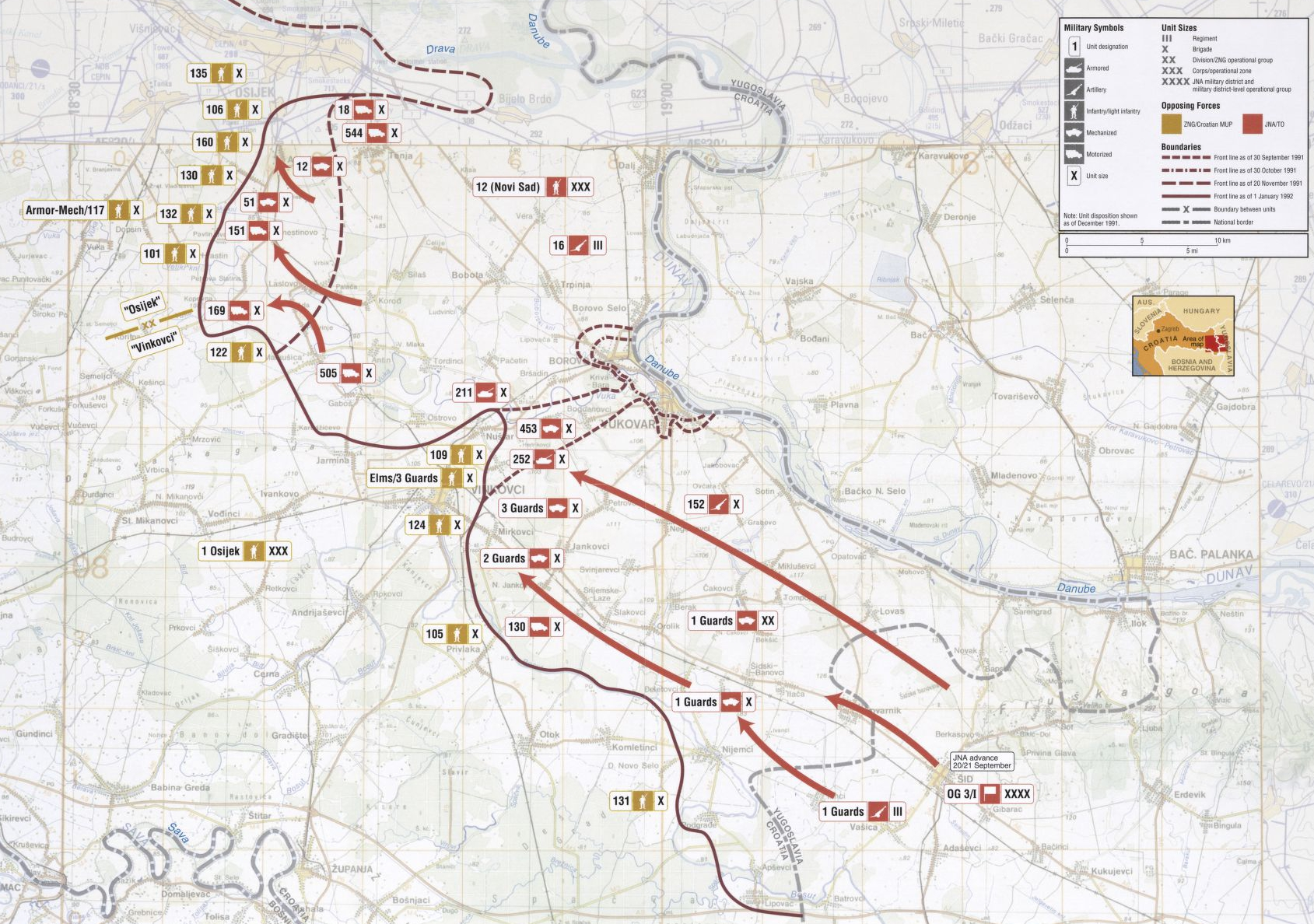
Mapa que muestra los combates en Eslavonia oriental, septiembre de 1991 a enero de 1992

A principios de septiembre de 1991, el ZNG contaba con 8.000 soldados a tiempo completo y 40.000 de reserva. Las cuatro brigadas de guardias de las tropas a tiempo completo eran las únicas unidades del ZNG que estaban completamente equipadas con armas ligeras, pero incluso ellas carecían de armas pesadas. Se creó una fuerza policial especial de 10.000 efectivos para sustituir al personal transferido de las unidades policiales especiales originales a las brigadas de guardias. En septiembre, el arsenal de armas pequeñas de Croacia estaba compuesto por 30.000 armas compradas en el extranjero, además de las 15.000 que poseía anteriormente la policía. La Batalla de los Cuarteles dio lugar a un gran aumento de las existencias de armas de la ZNG, permitiendo el armamento completo de sus unidades existentes, el aumento de 40-42 brigadas adicionales y el despliegue de un total de 200.000 soldados y 40.000 policías a finales de año. El ZNG capturó 250 tanques, 400-500 piezas de artillería pesada, 180.000 armas pequeñas y 2.000.000 de toneladas largas (2.200.000 toneladas cortas) de munición. Además, 3.000 oficiales, en su mayoría de nacionalidad croata, cambiaron de lealtad y abandonaron el JNA para unirse al ZNG. En 1991, el ZNG recibió el apoyo de las Fuerzas de Defensa Croatas (en croata: Hrvatske obrambene snage, HOS), una milicia creada por el Partido Croata de los Derechos. El partido declaró que contaba con hasta 3.000 efectivos, pero la policía lo estimó en 250 milicianos armados.
El JNA planificó una movilización de tropas en dos fases. La primera oleada de movilizaciones se llevó a cabo en julio, y pretendía intimidar a Croacia sin que se lanzara una ofensiva real y permitir el despliegue oportuno de unidades cruciales. Después de que la primera fase de la movilización no lograra disuadir a las fuerzas croatas, la segunda fase comenzó el 15 de septiembre; se encontró con una negativa a gran escala del personal movilizado a presentarse en sus unidades designadas, con deserciones y con una falta general de entusiasmo por la campaña. El resultado fue una baja disponibilidad de tropas, lo que obligó al JNA a desplegar menos unidades de infantería y a abandonar algunas operaciones. La respuesta a la movilización fue especialmente pobre en Serbia Central, donde sólo el 26% de los llamados a filas se presentaron al servicio. No obstante, en septiembre de 1991, el JNA dio de baja a los reclutas que habían cumplido su período de servicio, y alcanzó el 73% de los niveles de tropas previstos. Los problemas de movilización desmoralizaron a las tropas y a los mandos del JNA. Una solicitud hecha por el mando general del JNA a Milošević de movilización general para reforzar los niveles de tropas fue denegada porque no creía que la campaña fuera necesaria ni factible. A pesar de los problemas de movilización, las fuerzas del JNA y del TO desplegadas en apoyo de la campaña estaban compuestas por unos 145.000 soldados, 1.100 tanques, otros 700 vehículos blindados y 1.980 piezas de artillería, con el apoyo de la Fuerza Aérea Yugoslava y la Marina.

## Cronología

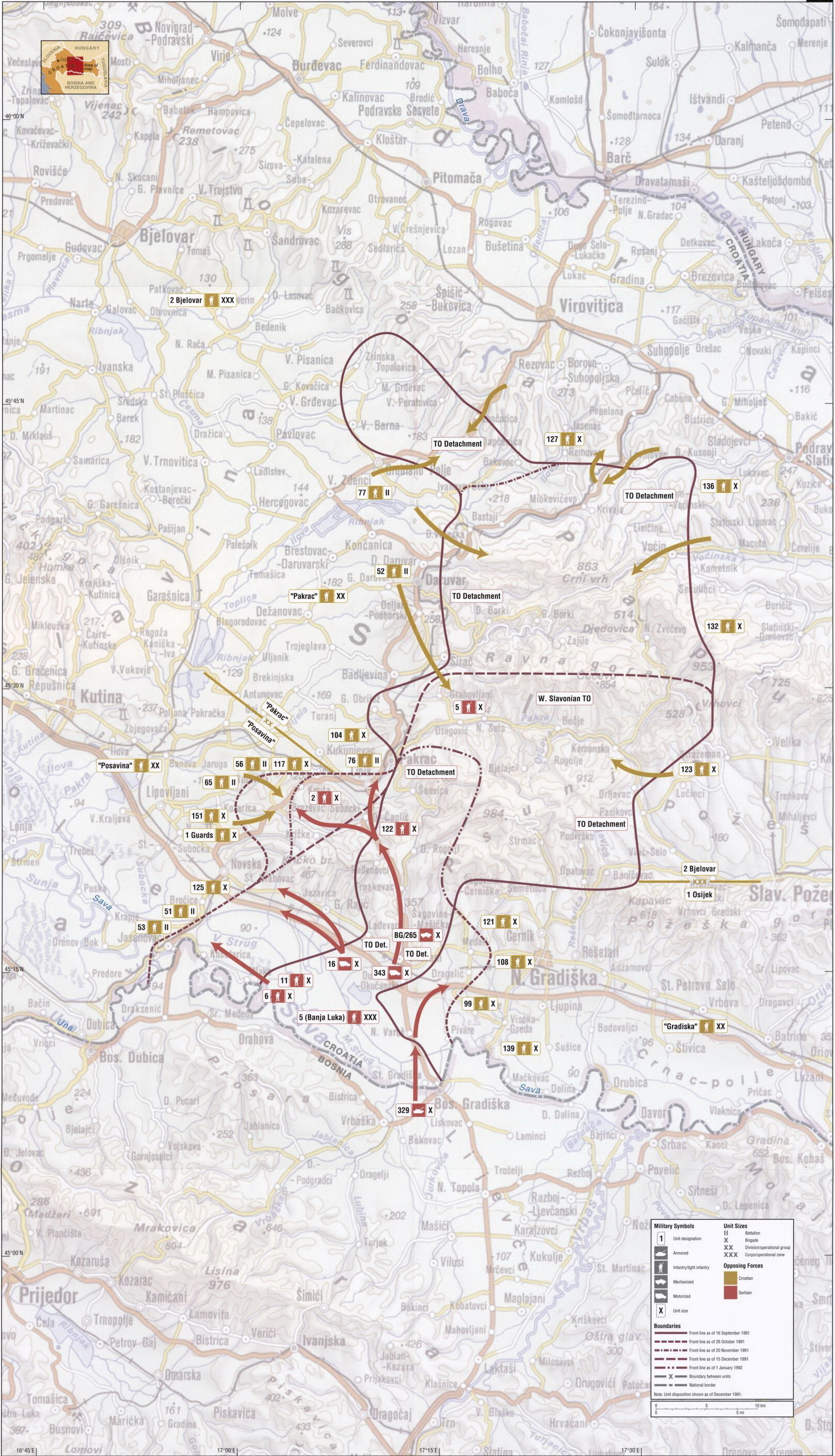
Mapa que muestra los combates en Eslavonia occidental, septiembre de 1991 a enero de 1992

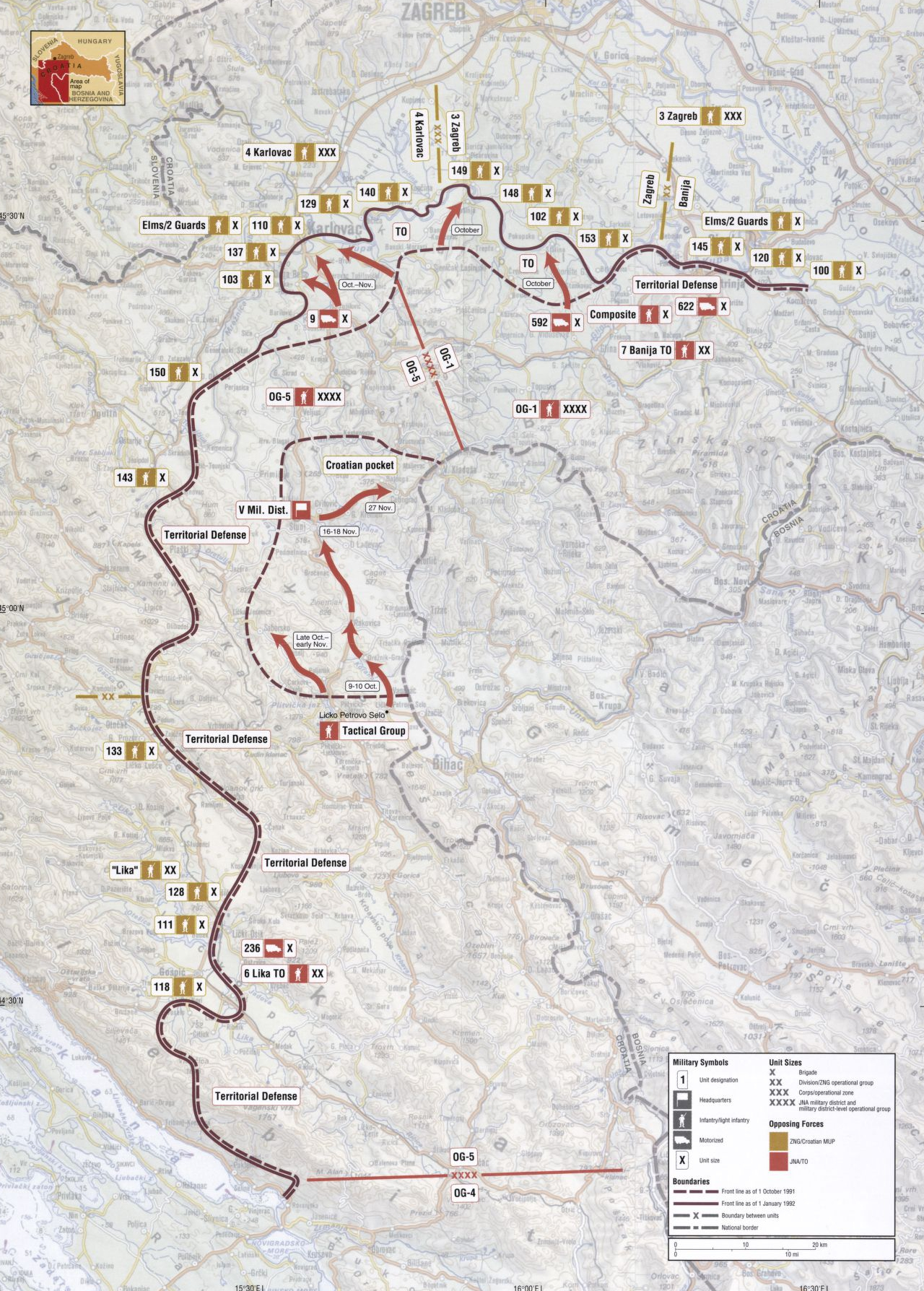
Mapa que muestra los combates en las regiones de Banovina, Kordun y Lika, octubre de 1991 - enero de 1992

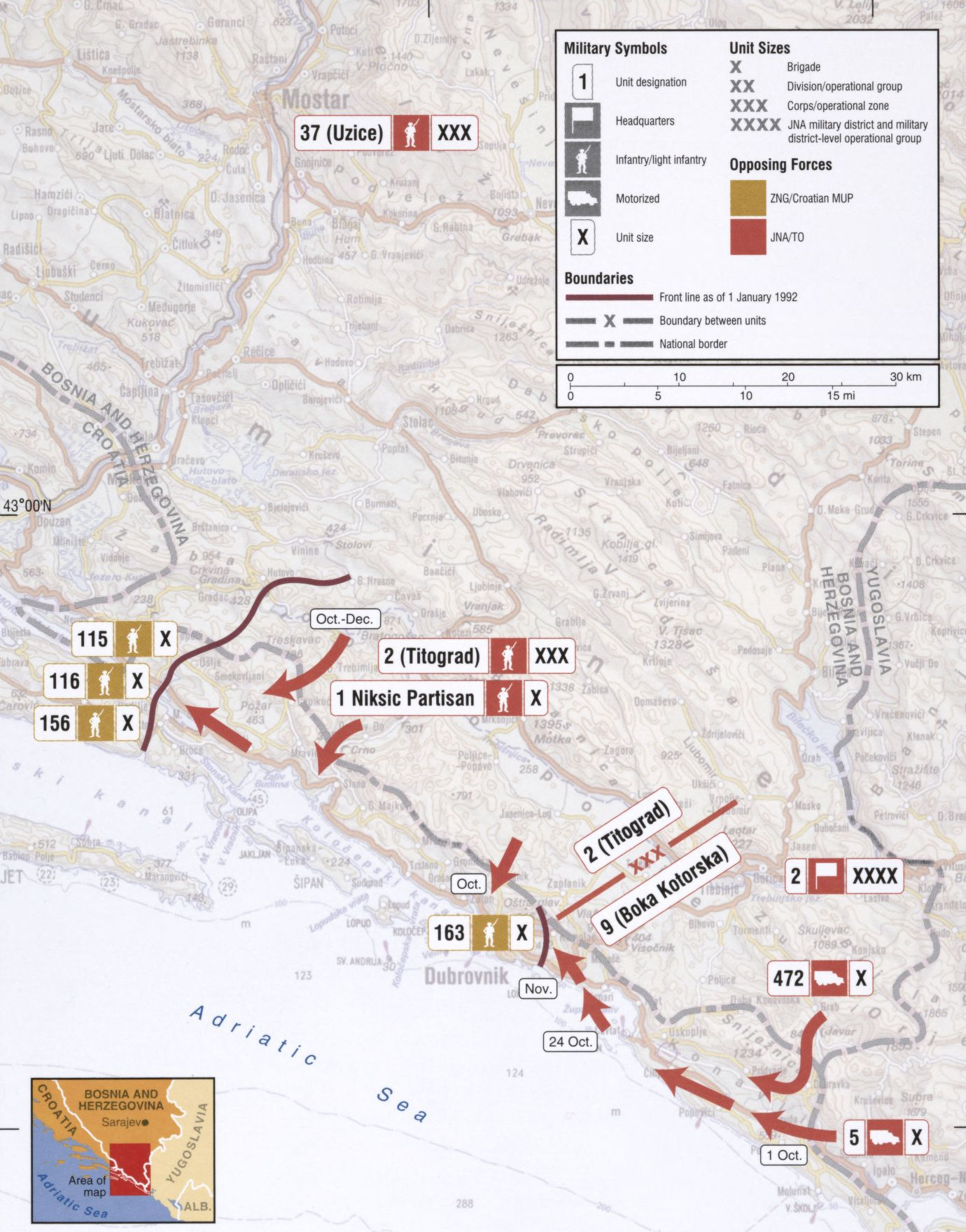
Mapa que muestra los combates en la zona de Dubrovnik, octubre de 1991 a enero de 1992

El JNA desarrolló un plan para derrotar militarmente a Croacia, derrocar a su gobierno y crear las condiciones necesarias para la continuidad de Yugoslavia. El plan fue modificado en septiembre de 1991 para dar cabida al asedio de las guarniciones del JNA por parte del ZNG, incorporando el levantamiento del bloqueo a los objetivos de la campaña. El plan implicaba cinco campañas a nivel de cuerpo de ejército diseñadas para imponer un bloqueo aéreo y naval a Croacia, capturar territorio poblado por serbios y aliviar los cuarteles bajo asedio del ZNG. Los ejes de ataque se especificaron como Gradiška-Virovitica, Bihać-Karlovac-Zagreb, Knin-Zadar y Mostar-Split. A las fuerzas blindadas y mecanizadas se les encomendó la captura de Eslavonia oriental y el avance hacia el oeste, hacia Zagreb y Varaždin. Esto fue identificado como el esfuerzo principal de la campaña. Por último, se planificó un bloqueo terrestre de Dubrovnik, junto con un avance hacia el oeste, hacia el río Neretva, para apoyar el avance hacia Split. Es posible que el plan propusiera la retirada del JNA a las zonas de Croacia pobladas por serbios o de toda Croacia una vez completados los objetivos, pero las fuentes son contradictorias al respecto.

### Ofensiva de septiembre
En Eslavonia oriental, el JNA respondió al asedio del ZNG a su guarnición en Vukovar, y el 14 de septiembre de 1991 desplegó tropas para socorrer al cuartel. Independientemente de este esfuerzo, el empuje principal de la campaña contra Croacia estaba inicialmente previsto que comenzara el 21 de septiembre. Se esperaba que el grupo operativo del sur de la ofensiva, encabezado por la 1ª División Mecanizada de la Guardia, levantara el asedio del ZNG a los cuarteles del JNA en Vinkovci, y alcanzara Našice y Slavonski Brod en dos o tres días. En los cuatro o cinco días siguientes, el grupo debía alcanzar la línea Okučani-Suhopolje avanzando por la carretera de Đakovo-Požega y la autopista Zagreb-Belgrado, evitando los principales núcleos de población. El grupo operativo del norte, subordinado al 12º Cuerpo (Novi Sad), debía avanzar desde Osijek hasta Našice y luego más al oeste hacia Bjelovar. A los dos grupos operativos se les asignaron aproximadamente 57.000 soldados y 5.000 personas de apoyo. El 17º Cuerpo (Tuzla) tenía probablemente la misión de cruzar el río Sava -que marcaba la frontera con Croacia- en Slavonski Brod y Slavonski Šamac para unirse al avance hacia el oeste por la autopista, pero el cruce nunca se produjo.
La campaña se adelantó un día al 20 de septiembre. El cambio de horario provocó que la 1ª División Mecanizada de la Guardia del Ejército Nacional de Yugoslavia se comprometiera en la batalla al llegar a Eslavonia oriental sin reconocimiento ni preparación. El atasco resultante en la carretera Šid-Tovarnik-Stari Jankovci impidió que las unidades de puente llegaran al río Bosut. Esto, a su vez, impidió a la 1ª División de Guardias cruzar el río y la confinó en la zona entre el Bosut y el Danubio, al este de Vinkovci. Además de las unidades de puente, la división no recibió la 80.ª Brigada Motorizada -que parecía haberse desintegrado antes de llegar a la frontera croata- y la 2ª Brigada Mecanizada de la Guardia -víctima del bombardeo con fuego amigo en la zona entre Tovarnik e Ilača adyacente a la frontera-. Varias unidades del Cuerpo de Novi Sad también se desintegraron al decaer la moral tras varios incidentes de fuego amigo.
Al Cuerpo de Banja Luka se le encomendó el eje principal de avance desde Okučani hasta Daruvar y Virovitica en Eslavonia occidental, y un impulso secundario desde Okučani hacia Kutina. Esta tarea era coherente con la línea que se esperaba que alcanzara el empuje principal del JNA que avanzaba desde el este en aproximadamente una semana. El Cuerpo ya había desplegado un grupo de combate de la 265.ª Brigada Mecanizada cerca de Okučani para apoyar el avance que se inició el 21 de septiembre y llegó a las montañas Papuk. El Cuerpo recibió dos brigadas motorizadas y una brigada de artillería como refuerzos durante el avance, pero los problemas de moral y las deserciones experimentadas en Eslavonia oriental también estuvieron presentes en el Cuerpo de Banja Luka. En uno de estos casos, la 130ª Brigada Mecanizada, enviada como refuerzo, se había reducido a un batallón de 280 efectivos el 29 de septiembre. El ZNG detuvo al JNA entre Novska, Nova Gradiška y Pakrac, aunque algunas unidades de la milicia serbocroata tomaron posiciones en el Bilogora y el Papuk al norte de Pakrac, cerca de Virovitica, y en Slatina, sin apoyo del JNA.
El Cuerpo Knin del Ejército Nacional Japonés, que ya se había movilizado y desplegado por completo, comenzó la campaña en el norte de Dalmacia y el sur de Lika el 16 de septiembre de 1991. Capturó Drniš el 18 de septiembre, pero sufrió derrotas en Pakovo Selo dos días después y cerca de Šibenik el 22 de septiembre cuando intentaba capturar la ciudad. Tras esta derrota, el Cuerpo cesó sus ataques, excepto los de los alrededores de Gospić en Lika, durante el resto del mes. Cinco días después de que el JNA y los paramilitares de la Guardia Serbia perdieran sus posiciones en la ciudad el 22 de septiembre, el Cuerpo Knin capturó Lovinac. Las tropas del JNA reunidas cerca del extremo sur de Croacia en el interior de Dubrovnik estaban formadas por elementos de los Cuerpos de Užice y Titograd. A finales de septiembre no habían avanzado en suelo croata debido a los problemas de movilización en Bosnia y Herzegovina. En Banovina, el JNA capturó Petrinja el 21 de septiembre, pero no logró avanzar más. Debido al fracaso de la movilización del JNA, la campaña prevista en Kordun se limitó a la consolidación de las posiciones mantenidas alrededor de Karlovac. El 15 de septiembre, la marina yugoslava bloqueó los puertos croatas del Adriático de Pula, Rijeka, Zadar, Split y Dubrovnik durante una semana.

### Objetivos reducidos
El 30 de septiembre, el Estado Mayor del JNA redujo los objetivos de la campaña porque no había seguido el plan inicial y se había empantanado. Los objetivos reducidos preveían acciones ofensivas y defensivas, la imposición de derrotas decisivas a las fuerzas croatas en Dalmacia y Eslavonia oriental, y ataques contra infraestructuras vitales en Croacia, para obtener un acuerdo sobre la evacuación de las instalaciones del JNA asediadas. Aunque algunas unidades sobre el terreno empezaron a aplicar las nuevas órdenes ese mismo día, no entraron en vigor por completo antes del 4 de octubre. El 3 de octubre, los representantes serbios y montenegrinos en la presidencia yugoslava declararon que sólo ellos se habían convertido en la presidencia federal en funciones y asumieron el control del JNA. Dos días más tarde, el JNA solicitó a la presidencia que autorizara una movilización general de las fuerzas necesarias para la campaña, pero esto fue rechazado por Milošević. Para el 9 de octubre, el esfuerzo del JNA se consideraba un fracaso. Sus mandos aceptaron formalmente el papel que Milošević le había impuesto y limitaron sus objetivos estratégicos en Croacia a la protección de las zonas pobladas por serbio
El intento del JNA por liberar sus cuarteles de Vukovar se convirtió en un prolongado asedio, que retrasó a 36.000 soldados y a una parte importante de las unidades blindadas previstas para la ofensiva hacia Zagreb y Varaždin. Vukovar fue capturada a mediados de noviembre, pero la victoria resultó pírrica porque desbarató por completo la campaña en general. Durante la batalla de Vukovar, el JNA aprobó formalmente el uso de voluntarios paramilitares para llenar sus filas. Entre ellos se encontraban las Águilas Blancas y la Guardia Voluntaria Serbia (SVG), que fueron entrenadas por el Ministerio del Interior serbio. El 12 de octubre, la presidencia federal autorizó al JNA a alistar a los voluntarios, ya que se calcula que 150.000 personas habían emigrado de Yugoslavia, mientras que otras se habían refugiado con amigos o familiares para evitar el reclutamiento del JNA. Después de capturar Vukovar, el 12º Cuerpo del JNA y el SVG avanzaron hacia el suroeste a través del Bosut los días 15 y 16 de noviembre, y hacia el oeste entre Vinkovci y Osijek, el 20 de noviembre, pero las fuerzas croatas -rebautizadas como Ejército Croata (Hrvatska vojska - HV) ese mes- contuvieron sus avances. Según el General Života Panić, comandante del 1er Distrito Militar del JNA en ese momento, los objetivos inmediatos de los avances eran Osijek y Županja.
En Banovina, el JNA alcanzó el río Kupa y capturó toda su orilla sur, excepto las cabezas de puente del ZNG en las zonas de Nebojan, Sunja y Sisak, el 30 de septiembre. Allí no se lograron más avances. El ENJ intentó un nuevo avance hacia la cabeza de puente de Nebojan a través de Novi Farkašić los días 17 y 18 de octubre, y otro hacia Sunja el 2 de noviembre, pero ambos intentos fracasaron. El 4 de octubre, el JNA inició un ataque en Kordun, en la zona de Karlovac, haciendo retroceder al ZNG en la zona de Slunj dos días después. El 8 de octubre llegó a las orillas de los ríos Kupa y Korana y la intensidad de los combates disminuyó. El mayor recrudecimiento de las hostilidades en la zona se produjo los días 4 y 5 de noviembre, cuando una guarnición del JNA basada en un suburbio de Karlovac rompió el cerco del ZNG en la batalla de Logorište y alcanzó el territorio controlado por el JNA al este de la ciudad. Más al sur, el JNA capturó Slunj el 17 de noviembre y Cetingrad el 29 de noviembre, eliminando una bolsa del ZNG en Kordun. La actividad del JNA en Lika se limitó a bombardeos y ataques aéreos sobre Gospić y Otočac, que alcanzaron su punto máximo el 4 de octubre.
El 1 de octubre, el Cuerpo de Banja Luka del JNA inició ataques de sondeo en Eslavonia occidental, presagiando un gran impulso que emplearía el grueso del cuerpo tres días después. El avance estableció posiciones defensivas a las afueras de Novska y Nova Gradiška, y capturó Jasenovac el 8 de octubre. Lipik y una parte de Pakrac fueron capturados cuatro días después. Para entonces, la campaña del JNA en Eslavonia occidental había perdido su impulso.
En el norte de Dalmacia, el Cuerpo Knin del Ejército Nacional de Yugoslavia atacó Zadar el 4 de octubre, llegando a sus afueras y levantando el asedio del ZNG al cuartel de Šepurine al día siguiente. El avance fue bloqueado por el ZNG y se acordó una tregua el 7 de octubre. Dos días más tarde, se acordó la evacuación de las instalaciones del JNA en Zadar, incluido el equipo allí almacenado. Más al sur, el Cuerpo Titograd del JNA y sus fuerzas del Distrito Militar-Marítimo avanzaron desde el este de Herzegovina y la bahía de Kotor, y avanzaron hacia el este y el oeste de Dubrovnik el 1 de octubre, colocando el asedio a la ciudad a finales de mes. El JNA contó con el apoyo del TO de Montenegro en la zona. Aunque las tropas croatas que defendían la ciudad eran escasas, ésta resistió, soportando un bombardeo artillero, naval y aéreo cada vez más intenso, hasta que se acordó un alto el fuego en la zona el 7 de diciembre. El asedio influyó en la opinión internacional sobre la Guerra de Independencia croata, y contribuyó en gran medida a un cambio hacia el aislamiento diplomático y económico internacional de Serbia y la antigua Yugoslavia, y dio lugar a la creación de una percepción de Serbia y la antigua Yugoslavia como estado agresor.
Los ataques del JNA a Dubrovnik y Zadar fueron apoyados por la Armada Yugoslava, que bloqueó la costa en dos ocasiones más. El 3 de octubre, se detuvieron todos los envíos desde Croacia, excepto las líneas de ferry a Pag y las islas del golfo de Kvarner. El bloqueo, salvo el de Dubrovnik, se levantó el 11 de octubre. El bloqueo final, que restringía el acceso a Rijeka, Zadar, Šibenik y Split, además de Dubrovnik, comenzó el 8 de noviembre. El 15 de noviembre, la Armada Yugoslava sufrió pérdidas cuando atacó sin éxito Split y la isla de Brač.  El bloqueo yugoslavo en el norte del Adriático terminó el 22 de noviembre, pero en el sur del Adriático — excepto frente a Dubrovnik — se levantó el 3 de diciembre.

### Contraofensiva croata

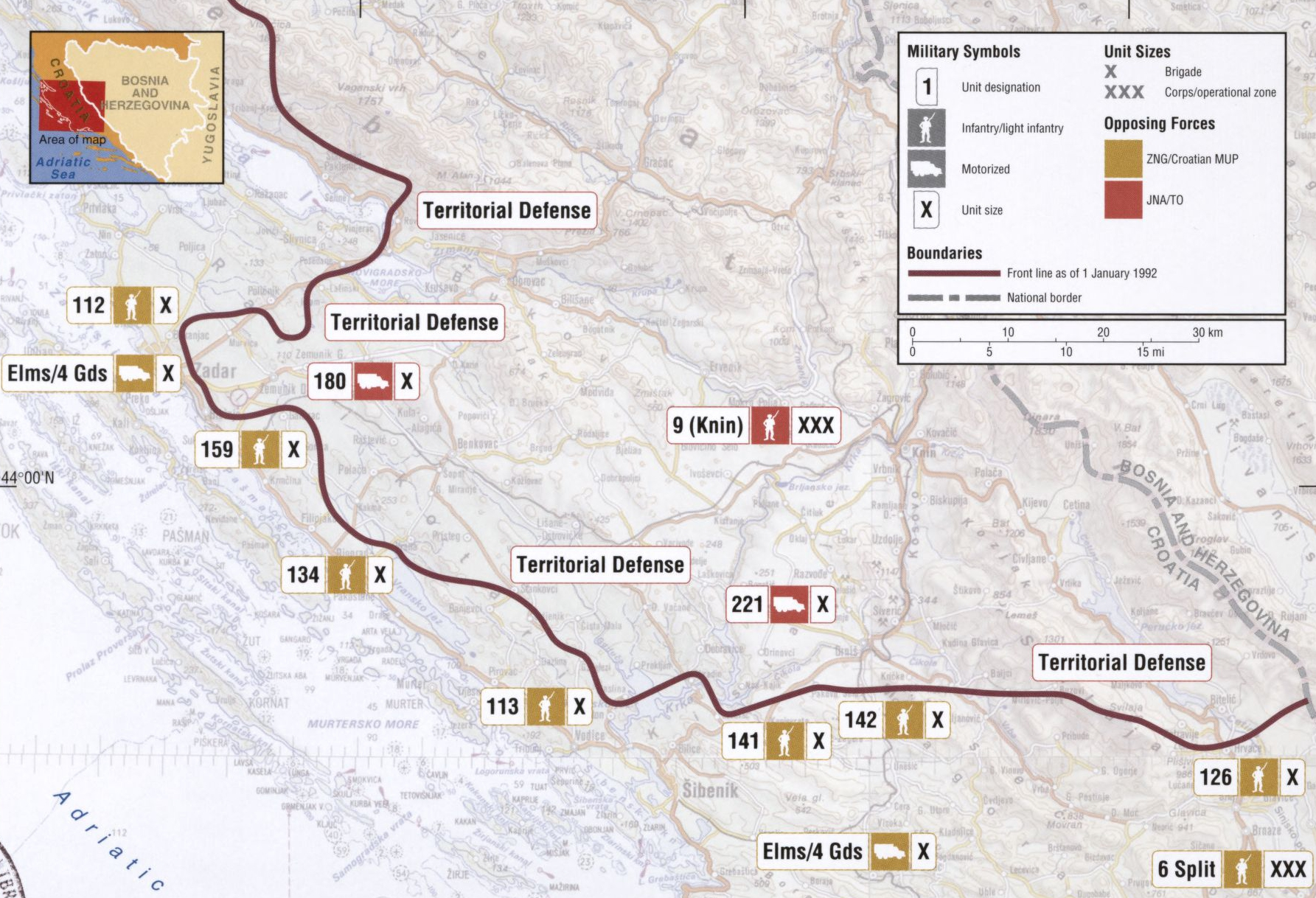
Mapa que muestra la situación en el norte de Dalmacia, enero de 1992

El 8 de octubre, Croacia declaró su independencia de Yugoslavia. Aunque la declaración había sido precedida el día anterior por un ataque de la Fuerza Aérea Yugoslava contra la oficina presidencial en Zagreb, las autoridades croatas consideraron que la situación de guerra ya no era crítica. A esta evaluación le siguió una orden de preparar planes para una contraofensiva el 12 de octubre, y tres órdenes más para comenzar las operaciones ofensivas, que se emitieron el 20 de noviembre. Los planes incluían contener al JNA al sur de Osijek, avanzar hasta el río Bosut al sur de Vinkovci, recuperar Jasenovac y la carretera Okučani-Lipik para asegurar las montañas Papuk y Psunj, avanzar hacia Petrinja, Glina, Slunj, Korenica y Gračac, recuperar el puente de Maslenica y la carretera Obrovac-Gračac, y detener el avance del JNA al noroeste de Dubrovnik.
Los resultados más significativos se produjeron en Eslavonia occidental, donde las fuerzas croatas comenzaron a empujar al JNA desde Grubišno Polje hacia Lipik el 31 de octubre, y desde Nova Gradiška hacia Okučani el 12 de noviembre. A mediados de noviembre, otro empuje a lo largo del eje Novska-Okučani recapturó varias aldeas para el 9 de diciembre, mientras que Lipik fue recapturado por las fuerzas croatas - entonces rebautizadas como HV - el 7 de diciembre. Las montañas de Papuk y Bilogora, al norte de Pakrac, donde la milicia serbia croata no contaba con el apoyo del JNA, quedaron bajo control croata en el mismo periodo. En los últimos días de diciembre comenzó una ofensiva del HV para recuperar la zona de Okučani, con el nombre en clave de Operación Orkan 91. La zona fue atacada desde las direcciones de Pakrac, Novska y Nova Gradiška. El ataque no avanzó más que al oeste de Nova Gradiška, pero incluso allí fue muy limitado. Bajo la presión internacional, Tuđman suspendió la ofensiva el 26 de diciembre.
La segunda ofensiva importante del HV fue la Operación Torbellino, lanzada a través del río Kupa el 11 de diciembre. Se encargó al HV que avanzara hacia Glina, pero la operación fracasó después de que se estableciera una cabeza de puente poco profunda en dos días. En Lika se libraron batallas por aldeas individuales, pero ninguno de los dos bandos logró avanzar. El JNA capturó cuatro pueblos al sur de Osijek entre el 21 de noviembre y el 16 de diciembre, pero las líneas del frente en general se mantuvieron estáticas.

## Consecuencias
La campaña del JNA en Croacia terminó en un punto muerto, lo que llevó a ambas partes a aceptar un alto el fuego supervisado internacionalmente. A finales de noviembre, el JNA ya no estaba en condiciones de realizar avances sustanciales, mientras que Milošević se negaba a perseguir unos objetivos que ya no consideraba alcanzables. Entre septiembre y diciembre de 1991, el HV capturó muchas armas y aumentó significativamente sus capacidades. A mediados de enero de 1992, tenía 155.772 soldados y disponía de 216 tanques, 127 otros vehículos blindados y 1.108 piezas de artillería. Aunque las posiciones del JNA en Eslavonia occidental estaban al borde del colapso militar, el HV tenía dificultades en otros lugares y sus reservas de municiones estaban agotadas, mientras que el embargo de armas de la ONU impedía su rápido reabastecimiento. A finales de 1991, el conflicto había matado a 6.000 croatas. Otros 23.000 resultaron heridos y 400.000 se convirtieron en desplazados internos. Algunas fuentes informan de que había hasta 600.000 desplazados internos. Los 6.000 muertos incluían a 3.761 soldados. Las pérdidas del JNA fueron reportadas oficialmente como 1.279 muertos en acción, pero la cifra pudo haber sido considerablemente mayor porque las bajas fueron sistemáticamente sub-reportadas durante la guerra. La contraofensiva del HV en Eslavonia occidental creó 20.000 refugiados serbios. Huyeron de la zona cuando el JNA ordenó a las fuerzas serbocroatas que se retiraran, y posteriormente se asentaron en la Baranja controlada por el JNA.
En 1991 y principios de 1992, aproximadamente 18.000 ciudadanos croatas estaban desaparecidos o retenidos por el JNA o sus aliados. Aproximadamente 8.000 de ellos fueron encarcelados en campos de internamiento en Serbia, Montenegro, Bosnia y Herzegovina, o en territorio croata controlado por el JNA. Los campos se establecieron en Begejci, Stajićevo, Sremska Mitrovica, Niš, Aleksinac, Manjača, Banja Luka, Knin, Bučje, Beli Manastir, Negoslavci, Vukovar y Morinj. Aproximadamente 300 prisioneros murieron mientras estaban detenidos en los campos. La mayoría de los prisioneros habían sido liberados en agosto de 1992. En mayo de 2013, 1.703 personas seguían desaparecidas como consecuencia de la campaña de 1991. Ambos bandos cometieron numerosas atrocidades durante el conflicto. La más significativa cometida por las fuerzas croatas fue la masacre de Gospić. Las atrocidades cometidas por las fuerzas serbias fueron de mucha mayor envergadura. Las más significativas fueron las cometidas en Kijevo, el asesinato de más de 200 prisioneros de guerra tras la batalla de Vukovar y el bombardeo de Dubrovnik. Estos crímenes de guerra fueron juzgados posteriormente por el Tribunal Penal Internacional para la ex Yugoslavia, creado en 1993 en virtud de la Resolución 827 del Consejo de Seguridad de la ONU.
Las atrocidades llevaron a Alemania a conceder a Croacia el reconocimiento diplomático a mediados de noviembre. A finales de diciembre superó la oposición del Reino Unido, Francia y Estados Unidos, y reconoció formalmente a Croacia el 23 de diciembre de 1991. La decisión alemana fue seguida por el reconocimiento de otros Estados miembros de la CE el 15 de enero de 1992. A su vez, los serbios croatas declararon la creación de la República de la Krajina Serbia (RSK) el 21 de diciembre de 1991 en las zonas controladas por el JNA, que comprendían aproximadamente el 30% del territorio croata. La RSK dependía totalmente de Serbia desde el punto de vista económico y financiero.
El estancamiento del campo de batalla permitió la aplicación del plan Vance, resultado de la misión diplomática a Yugoslavia del Enviado Especial del Secretario General de las Naciones Unidas, Cyrus Vance, ayudado por el diplomático estadounidense Herbert Okun, y el Secretario General Adjunto de las Naciones Unidas para Asuntos Políticos Especiales, Marrack Goulding. Su objetivo era lograr un final negociado de las hostilidades en Croacia. El plan proponía un alto el fuego, la protección de los civiles en zonas específicas designadas como Áreas Protegidas de la ONU y el despliegue de fuerzas de paz de la ONU en Croacia. El plan fue respaldado por Milošević, Kadijević y Tuđman, y los tres firmaron el Acuerdo de Ginebra a tal efecto en Ginebra, Suiza, el 23 de noviembre de 1991. El acuerdo preveía el fin del bloqueo croata de los cuarteles del JNA, la retirada del personal y el equipo del JNA de Croacia, la aplicación de un alto el fuego y la facilitación de la entrega de ayuda humanitaria. Las partes del acuerdo también acordaron el despliegue de una misión de mantenimiento de la paz de la ONU en Croacia. La misión fue autorizada posteriormente mediante la Resolución 721 del Consejo de Seguridad de las Naciones Unidas, de 27 de noviembre, tras la solicitud formal de despliegue de fuerzas de paz de la ONU presentada por el gobierno yugoslavo el día anterior. El Acuerdo de Implementación, que garantizaba el alto el fuego necesario para el despliegue de las fuerzas de paz, fue firmado por el ministro de Defensa croata, Gojko Šušak, y el comandante adjunto del 5º Distrito Militar del JNA, el general Andrija Rašeta, en Sarajevo (Bosnia y Herzegovina) el 2 de enero. El alto el fuego se mantuvo en general después de que entrara en vigor el 3 de enero a las 18 horas, excepto en la zona de Dubrovnik, donde el JNA permaneció en posiciones alrededor de la ciudad y en Konavle hasta julio de 1992. El bloqueo naval de Dubrovnik se levantó el 26 de mayo de 1992. Como consecuencia de los problemas de organización y de los incumplimientos del acuerdo de alto el fuego, el despliegue de las fuerzas de paz de la ONU no comenzó hasta el 8 de marzo. El historiador Marko Attila Hoare cree que el plan Vance salvó a los rebeldes serbios croatas de la derrota.